# Nyctereutes donnezani
Nyctereutes donnezani — вимерлий вид хижих ссавців з родини псових. Жив у період пліоцену.

## Ареал
Цей близький родич сучасних єнотів Nyctereutes procyonoides був виявлений у Франції, Іспанії, ?Греції, ?Туреччині. Видова ідентифікація зразків із Туреччини й Греції викликають сумніви.